# Colonia Caroya
Colonia Caroya es una ciudad del norte de la provincia de Córdoba, Argentina, en el departamento Colón, sobre la RN 9. Es una ciudad lineal, atravesada por la avenida San Martín, arteria de 9 kilómetros de extensión cubierta de plátanos (la más larga del país con esta característica)

## Historia

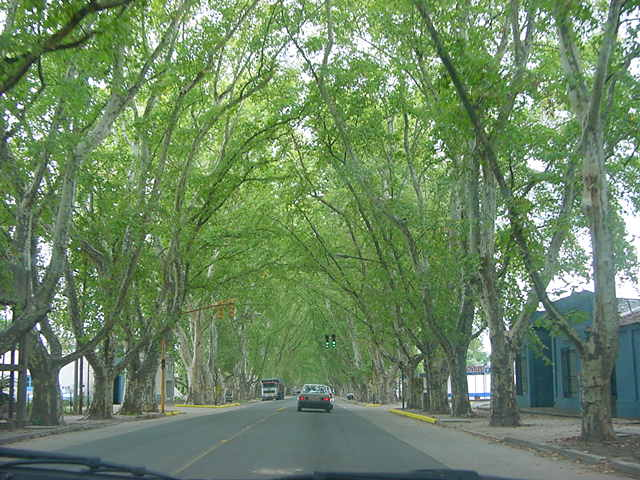
La Avenida San Martín de Colonia Caroya con su característico arbolado de plátanos.

Colonia Caroya surge por iniciativa del presidente argentino Nicolás Avellaneda (célebre impulsor de la inmigración europea a la Argentina), que luego de visitar la zona para la inauguración del FF.CC. Central del Norte, que unía Córdoba con Tucumán pasa por las tierras de la estancia de Caroya fundada por los jesuitas en el año 1616.
Cuenta la historia que Nicolás Avellaneda como alumno del Colegio de Monserrat había pasado muchas vacaciones en dicha estancia por lo cual se interesó en la zona y preguntó que podía hacer por ella, a lo cual recibió la sugerencia de su primo y amigo Nemesio González, dueño de la estancia San Isidro, de fundar una colonia con riego con agricultores italianos. A su regreso a Buenos Aires Avellaneda remitió al Congreso el proyecto de ley, creando la colonia, por Ley del 10 de julio de 1876, para lo cual se destinaban parte de las tierras de la antigua estancia. A través del Departamento General de Inmigración y por medio de la Embajada del Reino de Italia se hizo un llamado formal a los pueblos italianos para afincarse en la nueva colonia. 
A mediados de septiembre de 1877 se contrató un contingente de familias italianas procedentes de la región del Friul-Venecia Julia que se embarcaron en diciembre en el puerto de Génova, para viajar a las colonias agrícolas argentinas. Estos inmigrantes friulanos arribaron al puerto de Buenos Aires un 14 de enero de 1878. 
La parte más numerosa de este contingente fue destinada a la Colonia Nacional “Presidente Avellaneda” (Prov. de Santa Fe); otro grupo fue enviado a Chaco y los restantes permanecieron a la espera en el Hotel de Inmigrantes de Buenos Aires. Recién a fines de febrero, se decidió alquilar unos vagones de carga al ferrocarril y enviar al tercer grupo de familias a las tierras de Caroya a donde llegaron la tarde del 15 de marzo de 1878 (fecha fundacional de la Colonia). 
La casona de la estancia de Caroya, albergó al grupo de colonos hasta que pudieron construir sus primeras viviendas. Los primeros años fueron muy duros por las condiciones del lugar ya que era una zona seca y cubierta de monte, pero la tenacidad de estos inmigrantes en pocos años, logró transformar la tierra, construyendo un sistema de canales de riego que cambió para siempre la fisonomía del lugar y donde antes había montes surgieron tierras cubiertas de sembradíos y frutales.
La estancia de Caroya fue el primer establecimiento rural organizado por la Compañía de Jesús en 1616. En 1661 la compra el sacerdote doctor Ignacio Duarte y Quirós, fundador del Colegio Convictorio de Monserrat, donándola luego al establecimiento educativo para ayudar a mantener el colegio y como residencia de vacaciones de los internados. Entre 1814 y 1816 funciona en ella la Fábrica de armas blancas para el Ejército del Norte, durante las batallas por la independencia argentina. En 1854 pasa al Gobierno Nacional y en la presidencia de Nicolás Avellaneda como vimos se funda la colonia. 
La Estancia Jesuítica Caroya comprende: la residencia, el amplio claustro central, la capilla, el perchel, el tajamar, el molino (ruinas) y las acequias. Representa un relicto de arquitectura residencial en el medio rural, por ser una casona centrada en un gran patio y su claustro, con dependencias para los alumnos del Colegio Convictorio de Monserrat y una pequeña capilla de piedra, en honor de san Ignacio de Loyola.

### Arquitectura
Dentro de la importante obra realizada por los jesuitas en la época colonial, las llamadas “estancias” constituyen uno de sus puntos culminantes como obras de arquitectura. Ubicadas en la provincia de Córdoba, dichos establecimientos no presentaron ni la organización ni los fines de las reducciones ubicadas en el noreste argentino. Conformaron establecimientos rurales de apoyo económico a las instituciones educacionales que los religiosos habían fundado en la ciudad de Córdoba en los primeros años del siglo XVII.

## Geografía

### Población
Cuenta con 25 261 habitantes (Indec, 2022), lo que representa un incremento del 56,2% frente a los 16 168 habitantes (Indec, 2010) del censo anterior. Forma un aglomerado urbano con la ciudad de Jesús María, denominado Jesús María - Colonia Caroya, el cual cuenta con 61 843 habitantes (Indec, 2022).
| Gráfica de evolución demográfica de Colonia Caroya entre 1980 y 2022 |
|                                                                      |
| Fuente: Censos nacionales del INDEC                                  |

### Sismicidad
La región posee sismicidad media; y sus últimas expresiones se produjeron:
- 22 de septiembre de 1908 (116 años), a las 17.00 UTC-3, con 6,5 Richter, escala de Mercalli VII; ubicación 30°30′0″S 64°30′0″O / -30.50000, -64.50000; profundidad: 100 km ; produjo daños en Deán Funes, Cruz del Eje y Soto, provincia de Córdoba, y en el sur de las provincias de Santiago del Estero, La Rioja y Catamarca[1]

- 16 de enero de 1947 (78 años), a las 2.37 UTC-3, con una magnitud aproximadamente de 5,5 en la escala de Richter (terremoto de Córdoba de 1947)[2]

- 28 de marzo de 1955 (70 años), a las 6.20 UTC-3 con 6,9 Richter: además de la gravedad física del fenómeno se unió el desconocimiento absoluto de la población a estos eventos recurrentes (terremoto de Villa Giardino de 1955)

- 7 de septiembre de 2004 (20 años), a las 8.53 UTC-3 con 4,1 Richter

- 25 de diciembre de 2009 (15 años), a las 21.42 UTC-3 con 4,0 Richter

## Economía
Colonia Caroya tiene el 24 % de las empresas del Departamento Colón, concentrando 50 de las 235 microempresas; y 20 de las 57 pymes. 
En el ejido municipal se encuentran dos grandes empresas: Arcor Chocolates y Guma.
Arcor, exporta a todo el mundo y cuenta con un plantel de trabajo de más de 800 personas. En tanto Guma (José Guma S.A.) cuya actividad es la elaboración de jabones y productos de limpieza. Siendo exportador de los mismos. Actualmente ocupa un plantel de 400 empleados.

### Microemprendimientos
Elaboración de vinos, dulces, conservas,cervezas artesanales, embutidos (cecinas, codeguines, salames, jamones ), alfajores, repostería, panificación, pastas, miel, cultivos no tradicionales, aromáticas, cultivos bajo cubierta, cría de ganado menor.

### Producción del salame caroyense
Este chacinado es "el" producto típico de la Colonia. Su producción no sólo se ha mantenido, sino que también ha crecido por la demanda existente y las nuevas tecnologías aplicadas, aunque las recetas y el proceso de elaboración utilizan viejos métodos y secretos. En la actualidad existen 18 productores que se dedican a la elaboración del salame, que producen anualmente más de 315 mil kilos en total.

### Producción del vino
La producción del vino fue, en el pasado, la principal actividad económica de la Colonia, a punto tal que en la década del ´70, la localidad figuraba como uno de los municipios con mayor ingreso per cápita en el mundo, gracias a su producción de vino. Las bodegas que han mantenido una elaboración importante de vino son tres, Bodega La Caroyense, Bodega Nanini y Bodega Campana.

### Producción rural
Las tierras caroyenses cuentan con una buena fertilidad, de estructura franco-arcillo-arenoso, la totalidad está bajo hectáreas que se destinan a cultivos de cosecha, como maíz, soja y trigo.

## Turismo

### Turismo histórico
Teniendo en cuenta que esta ciudad se caracteriza por el mantenimiento de sus tradiciones friulanas, los visitantes llegan con el objetivo de conocer lugares históricos. En la actualidad los museos, iglesias y capillas y las bodegas, son puntos de referencia a la hora de conocer Colonia Caroya. 
La parroquia de Nuestra Señora de Monserrat se destaca por su profusa decoración interior proyectada por el artista Carlos Camilloni. 
La Estancia Jesuítica Caroya y el Museo Casa Copetti reflejan aún como era la vida de los primeros colonos que llegaron a estas tierras.
Conocer "El camino del vino" es una de las principales alternativas a la hora de conocer la historia de la ciudad. Hoy en día se cuenta con varias bodegas las cuales tienen horarios de visitas semanales, y hasta sus propios museos, con las herramientas con las cuales se trabajaba a principios del siglo XX.

### Turismo gastronómico
Además de llevarse los vinos y los salames de la Colonia, los visitantes también llegan para degustar los platos típicos de la ciudad. En la actualidad, hay una gran variedad de comedores y restaurantes que ofrecen, principalmente, pastas caseras. 
La capacidad hotelera no es importante, debido a que Colonia Caroya se caracteriza por ser una ciudad de paso, y no de permanencia de turistas. Igual trabajan cinco hoteles y hospedajes (la mayoría, muy próximos a la ciudad de Jesús María).

### Fiestas caroyenses
Con el objetivo de homenajear el trabajo de los friulanos, tanto en la cocina, en las quintas, como también en sus momentos de recreación con el canto y el baile, se realizan fiestas que cada vez toman más importancia y atraen a miles de turistas.
La Fiesta Provincial de la Vendimia y la Fiesta Nacional de la Frutihorticultura, la Sagra nacional de la Uva,  la Fiesta del Codeguín, el Encuentro Internacional de acordeonistas, la Fiesta de las Comidas Típicas Caroyenses y la Fiesta del salame Casero son algunos de las opciones.
En los últimos años el grupo integrado por jóvenes caroyenses Ducj Insieme (en friulano: todos juntos) se propuso recuperar viejas costumbres que se estaban perdiendo a lo largo del tiempo, las cuales son: la carrera de chanchos, la fogata de San Pedro y San Pablo y la fiesta del vino (más conocida como la pisada de uva).
La carrera de chanchos se festeja el último domingo de septiembre, consta de un circuito llamado "purchitódromo" (del friulano purcit = chancho/cerdo) en el cual los mismos largan y son corridos por sus dueños hasta llegar a la meta. Tienen que superar diversos obstáculos, y la "falsa meta" que es un camino sin salida. En el 2014 se corrió la 11.º carrera de chanchos.
La fogata de San Pedro y san Pablo se festeja el 29 de junio, es una celebración en la cual se bebe vino caliente y se comen batatas alrededor de una enorme fogata, también hay música en vivo y juegos en los cuales puede participar cualquier persona que lo deseé.
La fiesta del vino es a mediados de noviembre, en este festejo la gente pisa uvas para extraer el jugo y hacer el vino, siempre en un entorno de juegos y humor se hacen competencias y se cuentan historias relativamentes con armonía graciosa.
La Fiesta Nacional de la frutihorticultura se realiza en marzo, luego de la culminación de la vendimia. Se conmemora todo el trabajo de los frutihorticultores de la región y del país. Se monta un show de apertura en el cual participan  bailarines y artistas del pueblo, luego continúan los números musicales de artistas locales y nacionales. Se puede disfrutar de la gastronomía típica de la zona y de la feria de artesanos. Para culminar se elige la nueva Reina Nacional de la frutihorticultura y a sus princesas. Este 2018 fue coronada como reina nacional de la frutihorticultura Noelia Quinteros, de La Falda, como primera princesa nacional Nahir Bozzano Pastorino, de Escobar, provincia de Buenos Aires, y segunda princesa nacional Dana Pérez, de Cruz del Eje.

## Educación
Existen en la localidad 9 establecimientos educativos de nivel primario público y uno privado. Existen también 6 escuelas de nivel secundario y 2 escuelas para adultos (uno en cada nivel) y 1 instituto de educación especial.

### Escuelas primarias
- Gral.San Martín
- Gral.Manuel Belgrano
- República de Italia
- Mariano Moreno de Tronco Pozo
- Mariano Moreno de Puesto Viejo
- D. F. Sarmiento de Los Chañares
- Ramón Acosta
- Los Inmigrantes
- Asociación Educativa "Pío León"

### Escuelas secundarias
- E.F.A Escuela de la Familia Agrícola
- I.P.E.M. N.º 349 "Giovanni Bosco"
- I.P.E.M. N.º 165 "Presbítero José Bonoris"
- I.P.E.T. N.º 412 "Nicolás Avellaneda"
- Asociación Educativa "Pío León"
- Escuela Experimental PRoA Colonia Caroya

## Vías de comunicación
- Carreteras: se comunica con la ciudad de Córdoba por tres carreteras: la RN 9, que también la une con el NOA; la ruta provincial RP E53, que recorre las ciudades turísticas más importantes de las Sierras Chicas y termina en Colonia Caroya; y la RP A74, que pasa por Colonia Tirolesa y llega hasta Jesús María.

- FFCC: transporte de cargas por el Ferrocarril General Belgrano